# Darlaston
Darlaston este un oraș în comitatul West Midlands, regiunea omonimă, Anglia. Orașul se află în districtul metropolitan Walsall.
1. ↑  , Wikipedia în esperanto https://www.citypopulation.de/en/uk/westmidlands/west_midlands/E63002757__darlaston Lipsește sau este vid: |title= (ajutor)